# Hauteroche
 Hauteroche  là một xã ở tỉnh Côte-d’Or trong vùng Bourgogne-Franche-Comté, phía đông nước Pháp. Xã Hauteroche nằm ở khu vực có độ cao trung bình 360 mét trên mực nước biển.